# Beka Gviniashvili
Beka Gviniashvili (en georgiano: ბექა ღვინიაშვილი, Ruisi, 26 de octubre de 1995) es un deportista georgiano que compite en judo.
En los Juegos Europeos consiguió dos medallas, plata en Bakú 2015 (equipo) y oro en Cracovia 2023 (equipo mixto). Ganó tres medallas en el Campeonato Europeo de Judo entre los años 2017 y 2021, y una medalla de oro en el Campeonato Europeo de Judo por Equipo Mixto de 2021.
Participó en los Juegos Olímpicos de Río de Janeiro 2016, ocupando el séptimo lugar en la categoría de –90 kg.

## Palmarés internacional
| Juegos Europeos                     | Juegos Europeos         | Juegos Europeos   | Juegos Europeos |
| Año                                 | Lugar                   | Medalla           | Categoría       |
| ----------------------------------- | ----------------------- | ----------------- | --------------- |
| 2015                                | Bakú (Azerbaiyán)       | Medalla de plata  | Equipo          |
| 2023                                | Krynica-Zdrój (Polonia) | Medalla de oro    | Equipo mixto    |
| Campeonato Europeo                  |                         |                   |                 |
| Año                                 | Lugar                   | Medalla           | Categoría       |
| 2017                                | Varsovia (Polonia)      | Medalla de bronce | –90 kg          |
| 2020                                | Praga (República Checa) | Medalla de bronce | –90 kg          |
| 2021                                | Lisboa (Portugal)       | Medalla de plata  | –90 kg          |
| Campeonato Europeo por Equipo Mixto |                         |                   |                 |
| Año                                 | Lugar                   | Medalla           | Categoría       |
| 2021                                | Ufá (Rusia)             | Medalla de oro    | Equipo mixto    |